# Лавкі (Гіжицький повіт)
Лавкі (пол. Ławki, нім. Lawken) — село в Польщі, у гміні Рин Гіжицького повіту Вармінсько-Мазурського воєводства.
Населення — 433 особи (2011).
У 1975-1998 роках село належало до Сувальського воєводства.

## Демографія
Демографічна структура станом на 31 березня 2011 року:
|          | Загалом | Допрацездатний вік | Працездатний вік | Постпрацездатний вік |
| -------- | ------- | ------------------ | ---------------- | -------------------- |
| Чоловіки | 216     | 39                 | 163              | 14                   |
| Жінки    | 217     | 43                 | 130              | 44                   |
| Разом    | 433     | 82                 | 293              | 58                   |